# میکولا زیروف
میکولا زیروف (انگلیسی: Mykola Zerov; ۱۴ آوریل ۱۸۹۰ – ۳ نوامبر ۱۹۳۷) شاعر، مترجم، استاد دانشگاه، متخصص ادبیات، و نویسنده اهل امپراتوری روسیه بود.